# PCCW
PCCW (précédemment appelé Pacific Century CyberWorks Limited) est une entreprise hong-kongaise spécialisé dans les services de télécommunications.
La société est actionnaire principal de la société HKT Limited, opérateur de télécommunications, et de Pacific Century Premium Developments Limited. Au début des années 2000, elle est présente sur le secteur du jeu vidéo en prenant le contrôle de Jaleco.

## Historique
L'entreprise est créée en 1999 par Richard Li, fils de l'industriel milliardaire Li Ka-shing opérant déjà dans la télécommunication. En février 2000, la jeune entreprise prend le contrôle de Hong Kong Telecom (HKT Limited), l'opérateur de télécommunications du pays, en rachetant 54 % des parts pour 38 milliards de dollars au groupe britannique Cable & Wireless,.
Le 1er novembre 2000, PCCW rachète la société de jeux vidéo Jaleco, rebaptisée PCCW Japon, afin de développer son activité au Japon. Le groupe entreprend une restructuration, fermant la division arcade de Jaleco et les autres départements non rentables afin de se concentrer sur les jeux vidéo pour consoles de sixième génération. Moins de cinq ans après son acquisition, en août 2005, PCCW revend Jaleco.
Dans le même temps, entre 2000 et 2001, la société est rapidement en difficulté, frappée par la bulle Internet. Richard Li est accusé d'avoir falsifier sa biographie, prétendant avoir obtenu un diplôme de l'Université Stanford, alors qu'il a en réalité arrêté sa formation avant la fin. L'entreprise se met en retrait de ses activités Internet, accusant une perte de 16,5 milliards de dollars en 2011,.
En mars 2015, le groupe propose à Orange de racheter 49 % de Dailymotion. Le gouvernement Manuel Valls (2) s'y oppose, préférant un acteur français ou européen. Le 6 avril 2015, PCCW met un terme aux négociations : « La volonté exprimée du gouvernement français de favoriser la recherche d'une solution européenne décourage la participation d'entreprises internationales »,.